# طاق تراژان (مریدا)
طاق تراژان (اسپانیایی: Arco de Trajano‎) دروازه‌ای ورودی با طاقی باشکوه از دورهٔ روم باستان است که این نام را به‌دلیل این فرض قدیمی به خود گرفته که گمان می‌رفت یک طاق نصرت بوده باشد. این طاق به‌طور سنتی در شهر با عنوان «طاق تراژان» شناخته شده است، بدون آنکه هیچ سند یا شواهدی آن را به امپراتور تراژان نسبت دهد. از تاریخ ۱۳ دسامبر ۱۹۱۲، این سازه به‌عنوان یک دارایی قابل توجه فرهنگی تحت حفاظت قانونی قرار گرفت و در سال ۱۹۹۳، یونسکو آن را در قالب مجموعهٔ باستان‌شناسی مریدا به‌عنوان میراث جهانی به ثبت رساند.

## توصیف بنا
این طاق به‌صورت نیم‌دایره‌ای (طاق مدور) ساخته شده و ارتفاع آن حدود پانزده متر است، که دو متر از آن اکنون زیر سنگ‌فرش مدفون شده است. دهانهٔ طاق نزدیک به ۹ متر عرض دارد، و فاصلهٔ بین دو پشت‌بند جانبی آن حدود ۱۳ متر است. مصالح مورد استفاده برای ساخت آن سنگ گرانیت بوده که با دقت به صورت سنگ نمای بزرگ و منتظم به ارتفاع حدود ۱٫۴ متر تراش خورده‌اند. در اصل، سطح این سنگ‌ها با روکش مرمری تزئین شده بود؛ این امر از روی سوراخ‌هایی که هنوز در سِیارها و سنگ‌های قوسی دیده می‌شود قابل استنباط است.

## کاربری و تفسیر تاریخی
کاربرد این طاق، هرچند موضوع تفسیرهای گوناگون بوده، احتمالاً نقشی نمادین در سازمان فضایی شهر رومی ایفا می‌کرده است؛ امری که از فرم معماری آن و بزرگی مقیاس بنا قابل برداشت است. از آن‌جا که پوشش مرمری اولیه و احتمالی نوشته‌های حک‌شده بر آن از بین رفته‌اند، تعیین دقیق تاریخ ساخت آن بسیار دشوار است. با توجه به طرح کلی شهر مریدا، از محل این طاق می‌توان راستایی را تا رودخانهٔ آلبارگاس دنبال کرد، که احتمالاً مسیر کاردو ماکسیموس — یکی از دو خیابان اصلی شهر رومی — را مشخص می‌کرده است.
این فرضیه توسط بقایای یک کانال فاضلاب بزرگ که در قرن هجدهم توسط باستان‌شناس مانوئل د ویِّنا ئی موزینیو کشف شد، تقویت می‌شود.
بر همین اساس، طاق تراجان ممکن است: مرز خیابان کاردو ماکسیموس تلقی شده باشد، دروازه‌ای باشکوه برای ورود به نخستین حصار شهر بوده باشد یا حتی طاق نصرت در نظر گرفته شده باشد — فرضیه‌ای که به‌دلیل شباهت بیشتر این طاق به طاق‌های نصرت رومی نسبت به دروازه‌های شهری، چندین‌بار مطرح شده است.

## یافته‌های باستان‌شناسی و نقش شهری
در جریان کاوش‌های باستان‌شناسی پیرامون طاق، آثار برنزی، بقایای تندیس‌های تزئینی و کتیبه‌هایی یافت شده‌اند که نشان می‌دهند، در کنار فروم رومی اصلی (در محل تلاقی کاردو و دکومانوس)، فروم دومی نیز در شهر آگوستا امریتا وجود داشته است.
این فوروم دوم، ماهیتی استانی داشته و به استان لوسیتانیا — که پایتخت آن مریدا بود — مربوط می‌شده است. این مجموعه شامل پرستشگاه امپراتوری و ساختمان‌های یادمانی می‌گردید.
در چنین چارچوبی، طاق تراژان بخشی از این مجموعه شهری گسترده بوده و نقشی تعیین‌کننده به‌عنوان مرز نمادین میان فضاهایی با کارکرد متفاوت ایفا می‌کرد. در عین حال، طاق ورودیِ باشکوهی برای فروم استانی رومی در این شهر نیز محسوب می‌شده است.